# Statskuppen i Persien 1921
Statskuppen i Persien 1921, känd i Iran som "Statskuppen den 3 Esfand 1299" (persiska: کودتای ۳ اسفند ۱۲۹۹), var en iransk statskupp genomförd den 21 februari 1921 i huvudstaden Teheran av politikern Zia od-din Tabatabai och officeren Reza Khan. Kuppen utgjorde början på en rad viktiga händelser som utmynnade i att Pahlavidynastin 1925 ersatte qajarerna som det styrande kungahuset i landet.

## Historik

### Bakgrund
Vid det första världskrigets slut var den regerande Qajardynastin korrupt och ineffektiv. Storbritannien och Ryssland var sedan årtionden djupt inblandade i det oljerika landets politik, ekonomi och militära angelägenheter. Laglöshet rådde utanför de stora städerna och den enda reguljära militära styrkan vid tidpunkten var den persiska kosackbrigaden. Efter revolutionen i Ryssland 1917 rensades kosackbrigaden helt från ryskt inflytande och kom att ledas av iranska och brittiska officerare.
Ahmad Shah Mirza som styrde Persien hade krönts vid elva års ålder och ansågs vara en svag, inkompetent härskare, särskilt efter den brittiska, ryska och osmanska ockupationen av Persien under första världskriget. År 1911, när huvudstaden Teheran angreps av Ryssland, var det beväpnade bakhtiarier och inte iranska reguljära trupper som besegrade inkräktarna. Att regeringen i princip var maktlös i krigstid försvagade dess rykte både hos befolkningen och i synnerhet hos den utbildade klassen i samhället. 

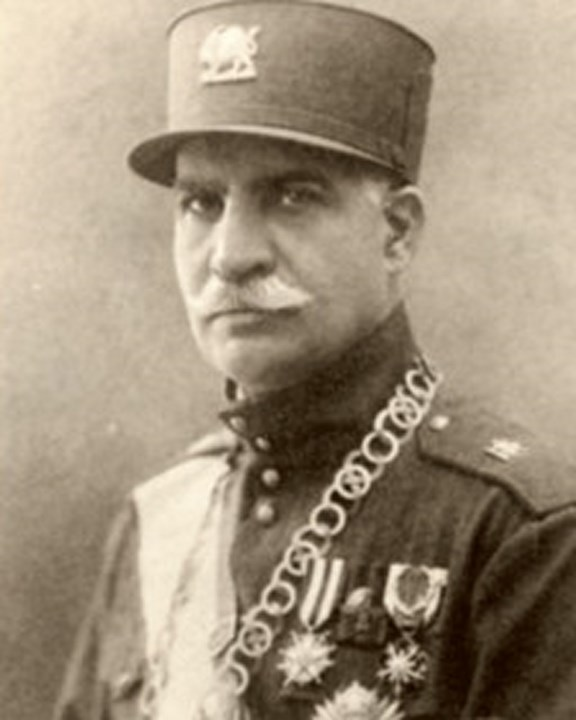
Reza Khan

### Kuppens genomförande
Händelserna började med en i stort sett oblodig statskupp planerad av journalisten och politikern Zia od-din Tabatabai med stöd av den persiska kosackbrigadens ledare Reza Khan. I gryningen den 21 februari 1921 tågade Reza Khan in i Teheran i spetsen för en brigad på omkring 3500 iranska kosacksoldater. De mötte knappt något motstånd och bara en grupp överraskade poliser ska ha dödats eller skadats.
Genom kuppen kom Tabatabai till makten och blev premiärminister. Den 26 februari undertecknade den nya regeringen ett vänskapsavtal med Sovjetunionen. Den 25 maj avskedades Tabatabai av Ahmad Shah Mirza och reste frivilligt till Västeuropa.

### Svensk närvaro i Teheran
Hösten 1912 hade fem svenska poliser bjudits in till Persien av den persiska regeringen för att omorganisera Teherans poliskår. Gruppen leddes av reservlöjtnant J.C. Gustaf Westdahl, som tillträdde som chef 1913 och stannade vid denna post fram till 1924. Westdahl och hans kollegor, däribland kriminalpolis Sven Bergdahl, genomförde en grundlig omorganisation av den ineffektiva polisstyrkan i Teheran, vars män saknade nödvändig utbildning. Westdahl införde en ny organisation, ny detektivutbildning, en ny polisstyrka på cirka 1 000 man och upprättade en lönereform som skulle motverka den utbredda korruptionen och mutorna inom kåren. Gustaf Westdahl var i egenskap av polismästare vid kuppens utbrott ansvarig för säkerheten i Teheran och befann sig i polishuset på Sepahtorget.

### Följder
Reza Khans rykte som krigshjälte och det faktum att han inte var politiskt belastad av samröre med qajarerna gjorde att inte bara arméneheter utan också konstitutionalister, det shiitiska prästerskapet och intellektuella anslöt sig till honom. Under de kommande åren försvarade han Persiens nationella suveränitet och slog ner lokala stamledare med kraft, vilket ökade hans popularitet hos dessa grupper.
Den 24 april 1921 valdes Reza Khan till krigsminister och i oktober 1923 till premiärminister. Han ville utropa en republik efter Mustafa Kemal Atatürks mönster men mötte motstånd från prästerskapet. 1925 utsågs han till shah av landets konstitutionella församling och tog dynastinamnet Pahlavi. 

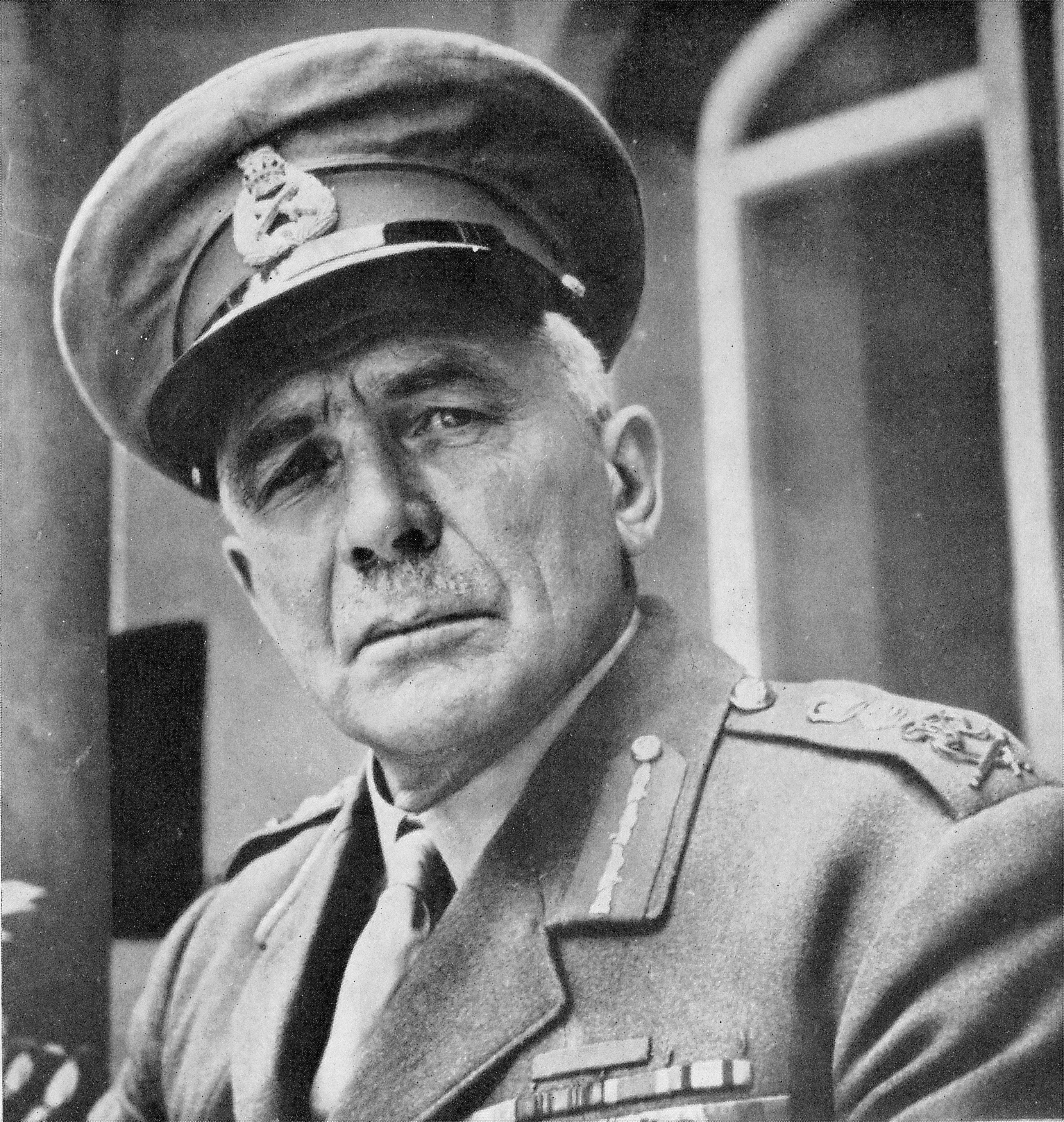
Edmund Ironside, 1:e baron Ironside

### Storbritanniens roll i kuppen
Storbritanniens inblandning i kuppen är fortfarande omtvistad bland historiker, men det är nästan säkert att Edmund Ironside gav råd till kuppmakarna.